# Taffy (cantante)
Taffy (cuyo nombre real es Katherine Quaye, nacida en 1963 en la ciudad de Nueva York) es una cantante estadounidense de música disco Hi-NRG de la década de 1980. Es particularmente conocida por su exitoso sencillo de 1985 I love my radio (Midnight radio), la cual se refiere a los sentimientos o las sensaciones de un disc jockey (DJ) que transmite su programa radial durante las primeras horas de la madrugada.
Esa canción, producida por Claudio Cecchetto (quien estaría involucrado en otros hits musicales de Taffy en Italia), fue originalmente también un éxito en Francia durante 1985 y sería lanzada en el Reino Unido por los sellos discográficos específicos Rhythm King y Transglobal Records (ambos pertenecientes a Mute Records en aquellos días). No obstante, como pocas estaciones de radio británicas emitían su programación luego de la medianoche a mediados de los años 1980, esta explícita referencia en la letra del tema fue posteriormente cambiada. Así fue que en 1987 fue lanzada una nueva versión regrabada de la canción, titulada I love my radio (My DJ's radio). Ésta fue la que alcanzó la sexta posición en la lista británica del UK Singles Chart.

## Sencillos
- "White & black" (1982, 1986).
- "Walk into the daylight" (1984, 1985) (#20 en Italia).
- "I love my radio" / "Midnight Radio" sencillo de 12 pulgadas - Ibiza/Break Records (1985, #5 en Italia, #35 en la entonces Alemania Occidental).
- "Once more" (1985-86, #3 en Italia).
- "I love my radio (My Dee Jay's Radio)" - Transglobal Records (1987, #6 en el Reino Unido).
- "Step by step" - Transglobal Records (1987, #59, #42 en Italia).
- "Whose?" (1987).
- "If you feel it" (1988).